# Arrondissement Lens
Lens is een arrondissement van het Franse departement Pas-de-Calais in de regio Hauts-de-France. De onderprefectuur is Lens.

## Kantons
Het arrondissement was tot en met 2014 samengesteld uit de volgende kantons:
- Kanton Avion
- Kanton Bully-les-Mines
- Kanton Carvin
- Kanton Courrières
- Kanton Harnes
- Kanton Hénin-Beaumont
- Kanton Leforest
- Kanton Lens-Est
- Kanton Lens-Nord-Est
- Kanton Lens-Nord-Ouest
- Kanton Liévin-Nord
- Kanton Liévin-Sud
- Kanton Montigny-en-Gohelle
- Kanton Noyelles-sous-Lens
- Kanton Sains-en-Gohelle
- Kanton Rouvroy
- Kanton Wingles

Vanaf 2015 zijn het de volgende:
- Kanton Avion
- Kanton Bully-les-Mines
- Kanton Carvin
- Kanton Harnes
- Kanton Hénin-Beaumont-1
- Kanton Hénin-Beaumont-2
- Kanton Lens
- Kanton Liévin
- Kanton Wingles